# Alexandre da Silva Mariano
Alexandre da Silva Mariano detto Amaral (Capivari, 28 febbraio 1973) è un ex calciatore brasiliano, di ruolo centrocampista.

## Carriera
Acquistato dal Parma nel 1996 per 6 miliardi di lire, torna in Brasile poiché la società scelse di tesserare l'altro extracomunitario Mario Stanić..
Successivamente torna in Italia militando nella Fiorentina nelle stagioni 2000-2001 e 2001-2002. Con i Viola conquista una Coppa Italia.

## Statistiche

### Cronologia presenze e reti in nazionale
| Cronologia completa delle presenze e delle reti in nazionale ― Brasile | Cronologia completa delle presenze e delle reti in nazionale ― Brasile | Cronologia completa delle presenze e delle reti in nazionale ― Brasile | Cronologia completa delle presenze e delle reti in nazionale ― Brasile | Cronologia completa delle presenze e delle reti in nazionale ― Brasile | Cronologia completa delle presenze e delle reti in nazionale ― Brasile | Cronologia completa delle presenze e delle reti in nazionale ― Brasile | Cronologia completa delle presenze e delle reti in nazionale ― Brasile |
| Data                                                                   | Città                                                                  | In casa                                                                | Risultato                                                              | Ospiti                                                                 | Competizione                                                           | Reti                                                                   | Note                                                                   |
| ---------------------------------------------------------------------- | ---------------------------------------------------------------------- | ---------------------------------------------------------------------- | ---------------------------------------------------------------------- | ---------------------------------------------------------------------- | ---------------------------------------------------------------------- | ---------------------------------------------------------------------- | ---------------------------------------------------------------------- |
| 27-9-1995                                                              | Belo Horizonte                                                         | Brasile                                                                | 2 – 2                                                                  | Romania B                                                              | Amichevole                                                             | -                                                                      |                                                                        |
| 11-10-1995                                                             | Salvador                                                               | Brasile                                                                | 2 – 0                                                                  | Uruguay                                                                | Amichevole                                                             | -                                                                      |                                                                        |
| 8-11-1995                                                              | Buenos Aires                                                           | Argentina                                                              | 0 – 1                                                                  | Brasile                                                                | Amichevole                                                             | -                                                                      | Ammonizione                                                            |
| 20-12-1995                                                             | Manaus                                                                 | Brasile                                                                | 3 – 1                                                                  | Colombia                                                               | Amichevole                                                             | -                                                                      | Ammonizione                                                            |
| 12-1-1996                                                              | Los Angeles                                                            | Brasile                                                                | 4 – 1                                                                  | Canada                                                                 | Gold Cup 1996 - 1º turno                                               | -                                                                      |                                                                        |
| 14-1-1996                                                              | Los Angeles                                                            | Brasile                                                                | 5 – 0                                                                  | Honduras                                                               | Gold Cup 1996 - 1º turno                                               | -                                                                      | 62’                                                                    |
| 18-1-1996                                                              | Los Angeles                                                            | Stati Uniti                                                            | 0 – 1                                                                  | Brasile                                                                | Gold Cup 1996 - Semifinale                                             | -                                                                      |                                                                        |
| 21-1-1996                                                              | Los Angeles                                                            | Brasile                                                                | 0 – 2                                                                  | Messico                                                                | Gold Cup 1996 - Finale                                                 | -                                                                      | 37’ 64’                                                                |
| 27-3-1996                                                              | São José do Rio Preto                                                  | Brasile                                                                | 8 – 2                                                                  | Ghana                                                                  | Amichevole                                                             | -                                                                      | 71’                                                                    |
| 24-4-1996                                                              | Johannesburg                                                           | Sudafrica                                                              | 2 – 3                                                                  | Brasile                                                                | Amichevole                                                             | -                                                                      |                                                                        |
| 22-5-1996                                                              | Manaus                                                                 | Brasile                                                                | 1 – 1                                                                  | Croazia under 21                                                       | Amichevole                                                             | -                                                                      | 5’                                                                     |
| 26-6-1996                                                              | Cariacica                                                              | Brasile                                                                | 3 – 1                                                                  | Polonia olimpica                                                       | Amichevole                                                             | -                                                                      | 27’                                                                    |
| 28-8-1996                                                              | Mosca                                                                  | Russia                                                                 | 2 – 2                                                                  | Brasile                                                                | Amichevole                                                             | -                                                                      |                                                                        |
| 31-8-1996                                                              | Amsterdam                                                              | Paesi Bassi                                                            | 2 – 2                                                                  | Brasile                                                                | Amichevole                                                             | -                                                                      | Ammonizione                                                            |
| Totale                                                                 |                                                                        | Presenze                                                               | 14                                                                     |                                                                        | Reti                                                                   | 0                                                                      |                                                                        |

## Palmarès

### Club
- Campionato paulista: 4

Palmeiras: 1993, 1994, 1996, 1999
- Campionato brasiliano: 2

Palmeiras: 1993, 1994
- Torneo Rio-San Paolo: 1

Palmeiras: 1993
- Copa Guanabara: 1

Vasco da Gama: 2000
- Coppa Italia: 1

Fiorentina: 2000-2001

### Nazionale
- Bronzo olimpico: 1

Atlanta 1996